# Andreas von Gundelsheimer
Andreas von Gundelsheimer (Feuchtwangen, 1668 – Stettino, 17 giugno 1715) è stato un medico e botanico tedesco.

## Biografia
Nato in Baviera e figlio di un pastore protestante, studiò dapprima ad Ansbach quindi all'Università di Altdorf, dove si laureò in medicina nel 1688.
Dopo un viaggio in Italia in compagnia di un ricco commerciante, si trasferì a Parigi dove praticò la medicina e strinse amicizia con il botanico Joseph Pitton de Tournefort, accompagnandolo anche nel suo viaggio in Medio Oriente, dalla Grecia all'Armenia.
Separatosi da de Tournefort a Costantinopoli, Gundelsheimer rientrò in Germania, ma, prima di stabilirsi a Berlino nel 1703, prestò servizio come medico militare. In quella occasione fu notato e stimato dal Principe elettore Federico I che lo prese come medico personale e, dopo qualche tempo, gli conferì la nobiltà. 
Fu uno degli ideatori e promotori del teatro anatomico di Berlino. Lasciò numerosi esemplari raccolti durante i suoi viaggi all'erbario di Berlino e di Monaco di Baviera. 
Morì intorno al 1715-16, durante la campagna di Pomerania, alla quale aveva partecipato in qualità di medico personale del successore di Federico I, Federico Guglielmo I di Prussia.